# Aulo Dídio Galo
Aulo Dídio Galo (em latim: Aulus Didius Gallus) foi um general e político romano nomeado cônsul sufecto em 39 com Cneu Domício Afer. Governou a província da Britânia entre 52 e 57.

## Carreira

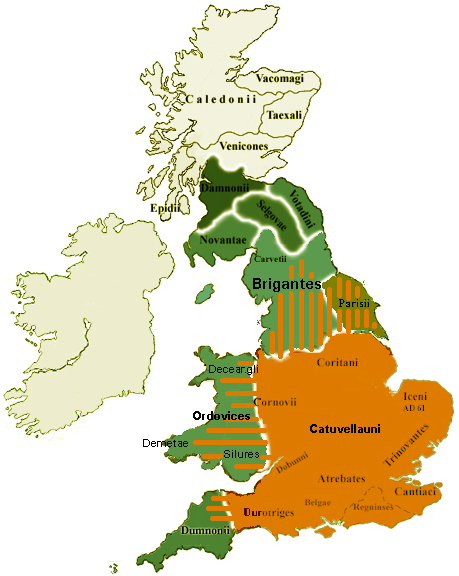
Mapa da ilhas Britânicas na época de Dídio Galo.

A carreira de Aulo Dídio Galo pode ser reconstruída até 51 a partir de uma inscrição encontrada em Olímpia. Serviu como questor durante o reinado de Tibério, provavelmente em 19, posteriormente foi designado legado do procônsul de Ásia, prefeito da cavalaria e procônsul da Sicília. Contudo, são desconhecidas as datas destas nomeações. De volta a Roma, foi nomeado superintendente dos aquedutos (curator aquarum) entre 38 e 49 e foi admitido no colégio dos quindecênviros dos fatos sagrados. Recebeu a ornamenta triumphalia na sua condição de legado imperial sob o reinado de Cláudio, servindo provavelmente na região do Bósforo: Tácito conta que ele comandou as forças que ali haviam em 49 e que foram depois removidas. Posteriormente recebeu outra nomeação proconsular, provavelmente na África ou Ásia.
A partir desse momento, o restante da sua carreira é descrita por Tácito. Em 52, foi designado governador da Britânia por causa da morte do seu predecessor no cargo, Públio Ostório Escápula. A situação na província não era nada encantadora à chegada de Galo; as tribos estavam-se sublevando numa cadeia de rebeliões isoladas. O sudeste da região era seguro, mas, apesar da derrota do líder rebelde Carataco no ano anterior, as tribos assentadas no que hoje é Gales, em particular os Siluros, estavam preparando-se para contra-atacar. Em paralelo, a rainha Cartimândua dos Brigantes estava sofrendo uma rebelião por parte de Venúcio, que retrocedeu quando Galo enviou o pretor Césio Násica no seu auxílio.
Em lugar de embarcar em novas e arriscadas conquistas, Dídio agiu para sufocar as rebeliões dos insurgentes britanos. O seu governo, que abarcou até o 57 caracterizou-se por seguir uma política defensiva, e por esta razão é criticado por Tácito. Contudo, é provável que Galo agira por ordens de Cláudio, que não considerava os benefícios suficientes para justificar o risco que suporia uma campanha de invasão. Em lugar disso, Dídio construiu caminhos e fortificações nas regiões fronteiriças para conter os bárbaros, como a de Usk. Após cinco anos no cargo, os dois primeiros durante o reinado de Cláudio e os três posteriores sob o reinado de Nero, Galo foi substituído por Quinto Verânio.
Quintiliano escreve que, após vários anos de campanha no seu cargo de governador de alguma província, Dídio queixou-se do seu cargo, embora se desconheça se ele se referiu à Sicília ou à Britânia. O orador Domício Afer, seu colega de consulado, o aconselhou, sarcasticamente, que pensasse no seu país. Verânio, seu sucessor no governo da Britânia, afirmou na sua lápide que conseguiu esse cargo, "embora não o buscasse", o que se interpretou como um ácido comentário dirigido a Dídio.

## Família
Aulo Dídio Galo Fabrício Vejento, pretor em 62, pode ter sido seu filho ou neto.